# 羅沙山
44°58′48″N 6°01′52″E / 44.98000°N 6.03111°E

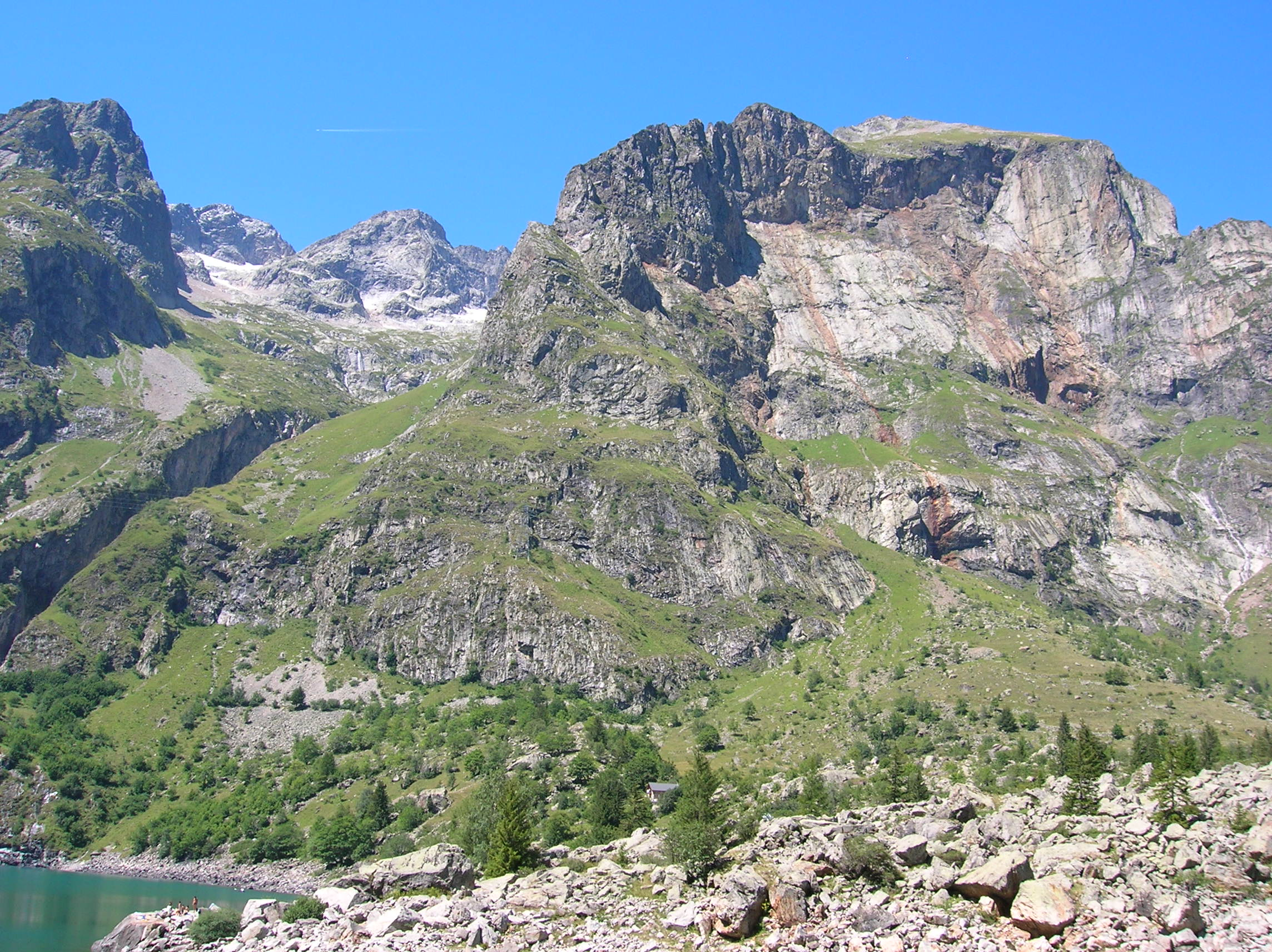

羅沙山（法語：Le Rochail），是法國的山峰，位於該國東南部，由伊澤爾省負責管轄，屬於多芬阿爾卑斯山脈中埃克蘭山的一部分，海拔高度3,023米，人類在1877年6月21日首次登頂。